# Skovlunde Flyveplads
Skovlunde Flyveplads var en privatflyveplads, beliggende i Skovlunde, ca. 12 km nordvest for København.
Flyvepladsen var i sin storhedstid en vigtig del af dansk almenflyvning og husede faciliteter for reparation, køb, salg og udlejning. Der var regelmæssig flyvning til Anholt, Læsø, Samsø og Ærø.

## Historie
Flyvepladsen blev hastigt etableret i 1946 på et fremlejet markareal ejet af Københavns Kommune vest for Harrestrupvej, sydvest for landsbyen Skovlunde.
Initiativtager og lejer var piloten Jens Henning Fisker Hansen, hvis nystartede skolevirksomhed med lette skolefly i Lufthavnen i Kastrup måtte flytte, med henvisning til sikkerheden for de større trafikfly.
1949-1950 overtog den til formålet stiftede institution Københavns Privatflyveplads lejemålet for arealet i forbindelse med, at Sportsflyveklubben, der var opsagt fra Lundtofte Flyveplads flyttede ind. Udover et eksisterende klubhus og hangaren til 11 tætparkerede fly, blev der opført en ny hangar (med materialer fra Luftwaffe-hangaren i Beldringe) med plads til yderligere 20 fly under tag.
Flyvepladsens faciliteter kom også til at omfatte et diminutivt kontroltårn, optankningsareal og barakker med kontorer for virksomheder med adresse på pladsen. Til pladsen hørte en flyvepladsleder og to flyveledere. I alt var der ca. 20 arbejdspladser på pladsen.
Efterhånden som byen flyttede tættere på og flyvepladsens aktivitetsniveau voksede, voksede også antallet af støjklager fra naboerne. Bane 23 havde fx indflyvning direkte over S-togslinjen til Frederikssund, Boligforeningen AABs etagebyggeri i Lilletoften og Ballerup Boulevard. For at sænke støjniveauet besluttede pladsen ikke længere at tillade landingsøvelser.
Efter Roskilde Lufthavn blev etableret i 1973 ophørte Københavns Kommunes almene interesser i Skovlunde Flyveplads og grunden solgtes til Ballerup Kommune, der havde andre planer for området. Lejemålet blev derfor ikke forlænget udover 31. december 1980, hvor flyvepladsen blev nedlagt.

## Virksomheder, faciliteter, selskaber og destinationer
- Hera-Fly begyndte i 1970 daglige flyvninger til Ærø. Ruten blev overtaget af Delta Fly efter Hera-Flys konkurs.
- Copenhagen Air Taxi begyndte i 1973 på forsøgsbasis regelmæssige flyvninger til Anholt og Læsø.
- General Air Center måtte i september 1973, på trods af bedre forhold i Roskilde, hvor de i april begyndte flyvninger til Ærø og Samsø fra, flytte aktiviteten til Skovlunde, hvor kunderne var.
- Danish General Aviation /  KDA Service havde kontor med salg af undervisningsmaterialer og flyvergrej[d].

## Efter nedlæggelsen
Efter nedlæggelsen er der i udkanten af det tidligere flyvepladsareal etableret kirkegård mod nordøst, kunstpark med flyveplads-tema og randskov mod nord, nyttehaver mod nordvest, cirkus- og festivalplads mod vest og rekreativt område som en del af Harrestrup Ådal mod syd. Markvejen Fløjholmen mod nord er genåbnet som Marbækstien og der er etableret officiel sti (Harrestrupstien) syd for arealet. Store dele af pladsen står som bar græsmark og sporene efter banerne er stadig synlige fra luften.

## Eksterne Henvisninger
- Video fra DR Bonanza
  - (1959) 0:05:52 Flyvestævne i Skovlunde
  - (1963) 0:01:31 Flyveklub 25 år (Sportsflyveklubbens 25 års jubilæum)
  - (1984) 1:50:54 Her er dit liv Kidnapning på den nedlagte flyveplads optræder ved 0:03:30
- Harrestrup Ådal på skovlunde.dk - luftfoto af området
- Skovlunde flyveplads på lystoftegaard.dk - historien af pladsens tilblivelse